# Alex Méndez
Alexis "Alex" Mendez (Los Angeles, 6 september 2000) is een Amerikaanse voetballer die bij voorkeur als middenvelder speelt. In het seizoen 2019-2020 komt hij uit voor Jong Ajax.

## Clubcarrière
Mendez maakte zijn professionele debuut voor USL Championship club LA Galaxy II in een met 1-0 gewonnen duel met Orange County SC op 3 augustus 2017. 
In oktober 2018 tekende Mendez een profcontract bij Bundesliga club SC Freiburg in Duitsland.
Eind juli 2019 tekende Mendez een driejarig contract bij Ajax. Op 18 augustus 2019 maakte hij zijn debuut in Jong Ajax in het duel met NEC.